# بخش خارگ
بخش خارگ جزیره بزرگ کشور می‌باشد و یکی از بخش‌های شهرستان بوشهر در استان بوشهر در جنوب کشور ایران است. مرکز این بخش شهر جزیره‌ای خارگ است.
این بخش دهستان و روستایی ندارد. این بخش شامل دو محدودهٔ سرزمینی جزیره خارگ (مسکونی) و جزیره خارگو (غیرمسکونی) است.  جزایر خارگ و خارگو و حومه‌ آن‌‌ها قبلا جزیی از شهرستان گناوه بودند.
جزایر مهمی چون خارگ، خارگو و ریگ جز بلوک حیات‌داوودی و دارایی خاندان حیات‌داوود بود.
پناهگاه حیات وحش خارگ در این بخش و در محدودهٔ این دو جزیره قرار دارد.

## جمعیت
براساس سرشماری عمومی نفوس و مسکن در سال ۱۳۹۵، جمعیت بخش خارگ برابر با ۸٬۱۹۳ نفر بوده‌است.